# Wymyśle Polskie
Wymyśle Polskie (prononciation : [vɨˈmɨɕlɛ ˈpɔlskʲɛ]) est un village polonais de la Słubice dans le powiat de Płock de la voïvodie de Mazovie dans le centre-est de la Pologne.
Il se situe à environ 9 kilomètres au nord-ouest de Słubice (siège de la gmina), 18 km au sud-est de Płock (siège du powiat) et à 83 km à l'ouest de Varsovie (capitale de la Pologne).

## Histoire
De 1975 à 1998, le village appartenait administrativement à la voïvodie de Płock.